# Abraxas
Abraxas este al doilea album de studio al trupei Santana, formația de rock n' roll latin condusă de chitaristul Carlos Santana. După succesul de la Festivalul de la Woodstock din 1969 și interesul generat de primul album, grupului i-a luat ceva timp pentru realizarea unui material pe măsura așteptărilor. Lansat în septembrie 1970 albumul, care combina rockul cu bluesul, jazzul, muzica salsa și alte influențe, a devenit unul clasic definind sonoritatea timpurie a trupei arătând totodată o maturizare a formației în comparație cu primul album. 
Considerat adesea ca fiind cel mai bun album Santana, albumul a fost lăudat pentru combinația de influențe latine și teme rock familiare cum ar fi chitara electrică, orga sau tobele. În 2003 albumul a fost clasat pe locul 205 în Lista celor mai bune 500 de albume ale tuturor timpurilor stabilită de revista Rolling Stone. 
Albumul a ajuns până pe locul 7 în topurile britanice. 
Numele albumului, Abraxas este luat din cosmologia Gnostică. 
În 1998 Sony a lansat o versiune remasterizată a albumului care conținea trei piese live neapărute până atunci: "Se A Cabo", "Toussaint L'Ouverture" și "Black Magic Woman/Gypsy Queen", înregistrate la Royal Albert Hall pe 18 aprilie 1970. 
În 1998 SME records din Japonia, parte din Sony Music, a lansat de asemenea această versiune remasterizată pe suport SACD. Acest disc conținea aceleași trei melodii bonus ca și prima versiune. 
Coperta albumului prezintă pictura din 1961 Annunciation a lui Mati Klarwein. 

## Tracklist
1. "Singing Winds, Crying Beasts" (Carabello) (4:51)
2. "Black Magic Woman/Gypsy Queen" (Green/Szabo) (5:19)
3. "Oye Como Va" (Puente) (4:17)
4. "Incident at Neshabur" (Gianquinto, Santana) (4:57)
5. "Se A Cabo" (Areas) (2:51)
6. "Mother's Daughter" (Rolie) (4:26)
7. "Samba Pa Ti" (Santana) (4:45)
8. "Hope You're Feeling Better" (Rolie) (4:11)
9. "El Nicoya" (Areas) (1:29)

## Single-uri
- "Black Magic Woman" (1970)
- "Oye Como Va" (1971)
- "Hope You're Feeling Better" (1971)

## Componență
- Carlos Santana - chitară, voce, producător
- José "Chepito" Areas - percuție, tobe conga
- David Brown - bas, inginer
- Mike Carabello - percuție, tobe conga
- Alberto Gianquinito - pian
- Gregg Rolie - claviaturi, voce
- Rico Reyes - percuție
- Michael Shrieve - tobe
- Steven Saphore - tabla